# Comitatul Jackson, Ohio
Comitatul Jackson este situat în sudul statului Ohio, SUA. El se întinde pe o suprafață de 1,092 km² din care 1,089 km² este uscat. La recensământul din 2000 comitatul avea 32,641 loc. cu o densitate de 30 loc./km².

## Comitate vecine
- Comitatul Vinton (la nord)
- Comitatul Gallia (la est)
- Comitatul Lawrence (la sud)
- Comitatul Scioto (la sud-vest)
- Comitatul Pike (la vest)
- Comitatul Ross (la nord-vest)

## Rezervații naturale
- Wayne National Forest (parțial)
- Liberty Wildlife Area

## Localități

### Orașe
- Jackson
- Wellston

### Sate
- Coalton
- Oak Hill

### Localități urbane
| - Bloomfield - Coal - Franklin - Hamilton | - Jackson - Jefferson - Liberty - Lick | - Madison - Milton - Scioto - Washington |

### Comunități neîncorporate
- Byer
- Wainwright